# Champagne-sur-Seine
Pour les articles homonymes, voir Champagne.
Champagne-sur-Seine est une commune française située dans le département de Seine-et-Marne en région Île-de-France.

## Géographie

### Localisation
La commune est située dans un coude de la rive droite de la Seine à l'extrémité sud du plateau de la Brie à environ 10 km par la route,. à l'est de Fontainebleau.

### Communes limitrophes
| Vulaines-sur-Seine Samoreau | Héricy Machault        |                           |
| Thomery                     | Champagne-sur-Seine    | Vernou-la-Celle-sur-Seine |
|                             | Moret-Loing-et-Orvanne | Saint-Mammès              |

### Hydrographie

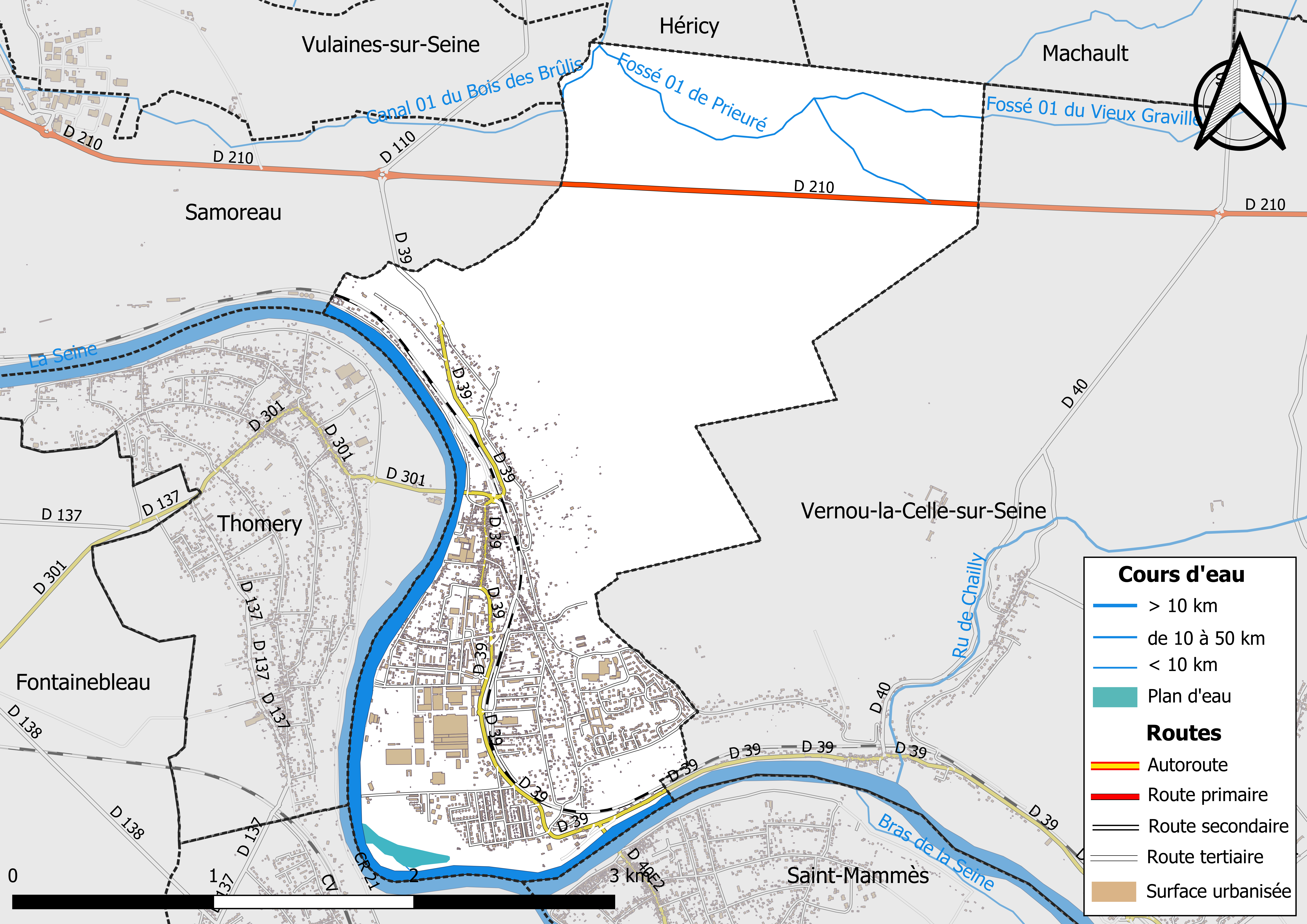
Carte des réseaux hydrographique et routier de Champagne-sur-Seine.

Le réseau hydrographique de la commune se compose de six cours d'eau référencés :
- la Seine, fleuve long de 774,76 km[2], ainsi que :
  - un bras de 0,41 km[3] ;
  - un bras de 0,43 km[4] ;
  - le fossé 01 de Prieuré, 3,49 km[5] ;
  - le fossé 01 du Vieux Graville, canal de 4,04 km[6], qui conflue avec le fossé 01 de Prieuré ;
- le canal 01 du Bois des Brûlis, cours d'eau naturel de 2,80 km[7], qui conflue avec le ru dondaine.

Par ailleurs, son territoire est également traversé par l’aqueduc de la Voulzie.
La longueur totale des cours d'eau sur la commune est de 8,17 km.

### Climat
Pour des articles plus généraux, voir Climat de l'Île-de-France et Climat de Seine-et-Marne.
En 2010, le climat de la commune est de type climat océanique dégradé des plaines du Centre et du Nord, selon une étude du CNRS s'appuyant sur une série de données couvrant la période 1971-2000. En 2020, Météo-France publie une typologie des climats de la France métropolitaine dans laquelle la commune est exposée à un climat océanique altéré et est dans la région climatique Nord-est du bassin Parisien, caractérisée par un ensoleillement médiocre, une pluviométrie moyenne régulièrement répartie au cours de l’année et un hiver froid (3 °C).
Pour la période 1971-2000, la température annuelle moyenne est de 11 °C, avec une amplitude thermique annuelle de 15,5 °C. Le cumul annuel moyen de précipitations est de 716 mm, avec 11,2 jours de précipitations en janvier et 7,5 jours en juillet. Pour la période 1991-2020, la température moyenne annuelle observée sur la station météorologique la plus proche, située sur la commune de Fontainebleau à 7 km à vol d'oiseau, est de 11,1 °C et le cumul annuel moyen de précipitations est de 740,1 mm,. Pour l'avenir, les paramètres climatiques de la commune estimés pour 2050 selon différents scénarios d'émission de gaz à effet de serre sont consultables sur un site dédié publié par Météo-France en novembre 2022.

### Milieux naturels et biodiversité

#### Espaces protégés
La protection réglementaire est le mode d’intervention le plus fort pour préserver des espaces naturels remarquables et leur biodiversité associée,.
La réserve de biosphère « Fontainebleau et Gâtinais », créée en 1998 et d'une superficie totale de 150 544 ha, est présente sur la commune. Cette réserve de biosphère, d'une grande biodiversité, comprend trois grands ensembles : une grande moitié ouest à dominante agricole, l’emblématique forêt de Fontainebleau au centre, et le Val de Seine à l’est. La structure de coordination est l'Association de la Réserve de biosphère de Fontainebleau et du Gâtinais, qui comprend un conseil scientifique et un Conseil Education, unique parmi les Réserves de biosphère françaises,,.

#### Zones naturelles d'intérêt écologique, faunistique et floristique
L’inventaire des zones naturelles d'intérêt écologique, faunistique et floristique (ZNIEFF) a pour objectif de réaliser une couverture des zones les plus intéressantes sur le plan écologique, essentiellement dans la perspective d’améliorer la connaissance du patrimoine naturel national et de fournir aux différents décideurs un outil d’aide à la prise en compte de l’environnement dans l’aménagement du territoire.
Le territoire communal de Champagne-sur-Seine comprend deux ZNIEFF de type 1,, 
la « forêt domaniale de Champagne » (487,55 ha), couvrant 5 communes du département ;
et « les Basses Godernes » (9,8 ha)
et trois ZNIEFF de type 2, : 
- les « Bois de Valence et de Champagne » (3 706,85 ha), couvrant 9 communes du département[23] ;
- la « vallée de la Seine entre Melun et Champagne-sur-Seine » (1 062,65 ha), couvrant 15 communes du département[24] ;
- la « vallée de la Seine entre Vernou et Montereau » (1 626,19 ha), couvrant 8 communes du département[25].

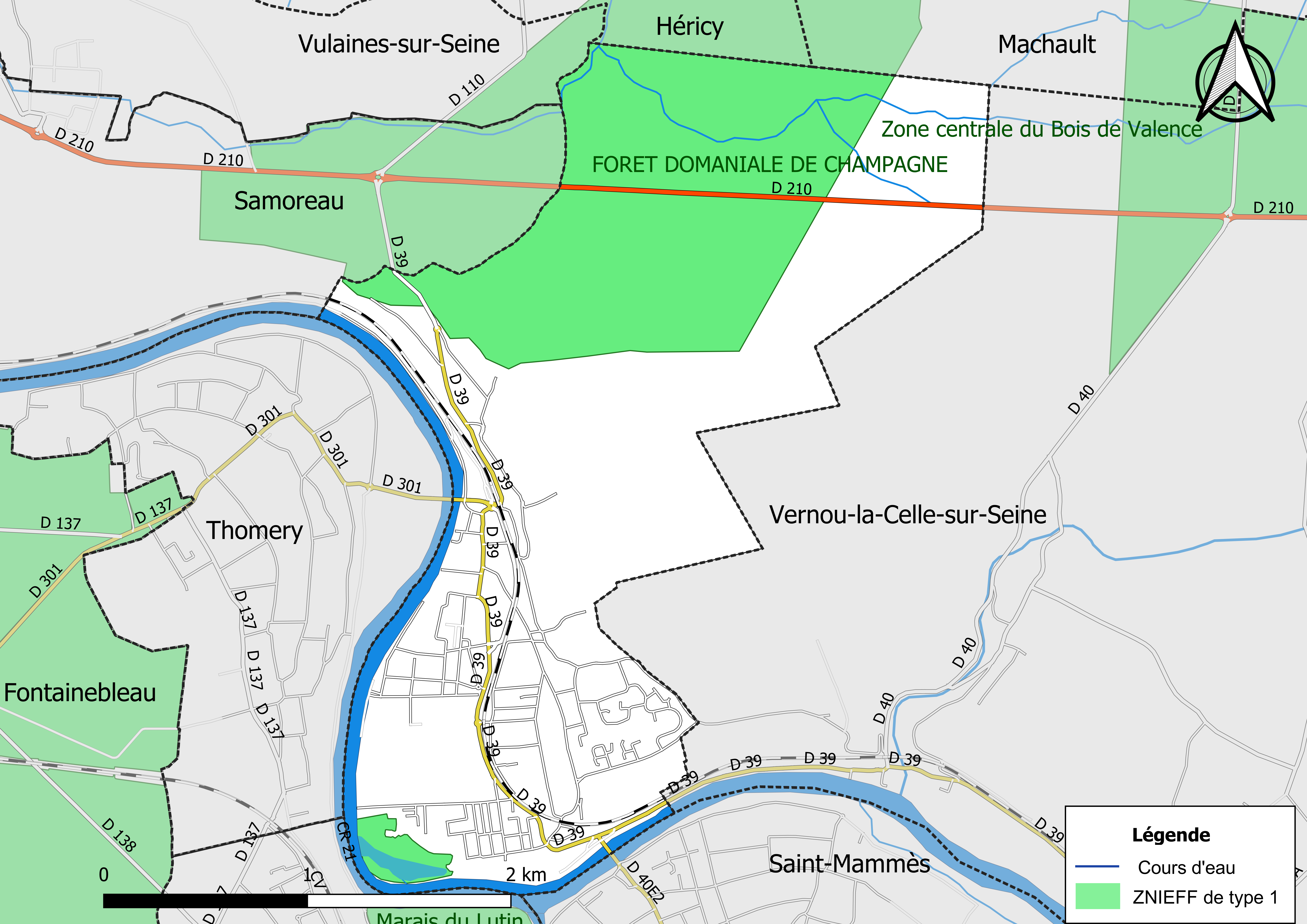
Carte des ZNIEFF de type 1 de la commune.
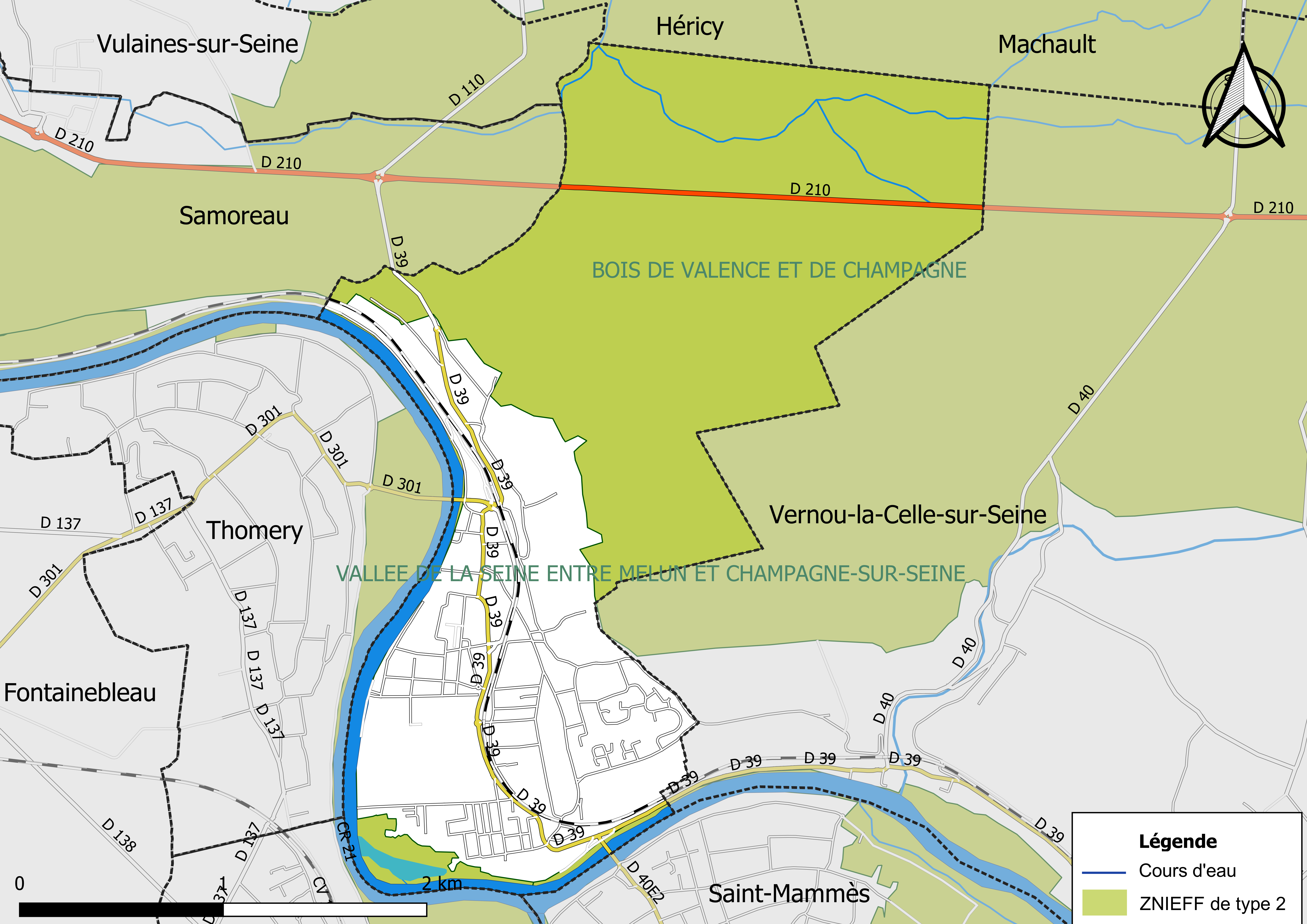
Carte des ZNIEFF de type 2 de la commune.

#### Espace naturel sensible
L'espace naturel sensible des « Basses Godernes » d'une surface de 11 hectares bordant la Seine sur plus d'1 kilomètre a été aménagé par le département en 2007 autour d'un étang .

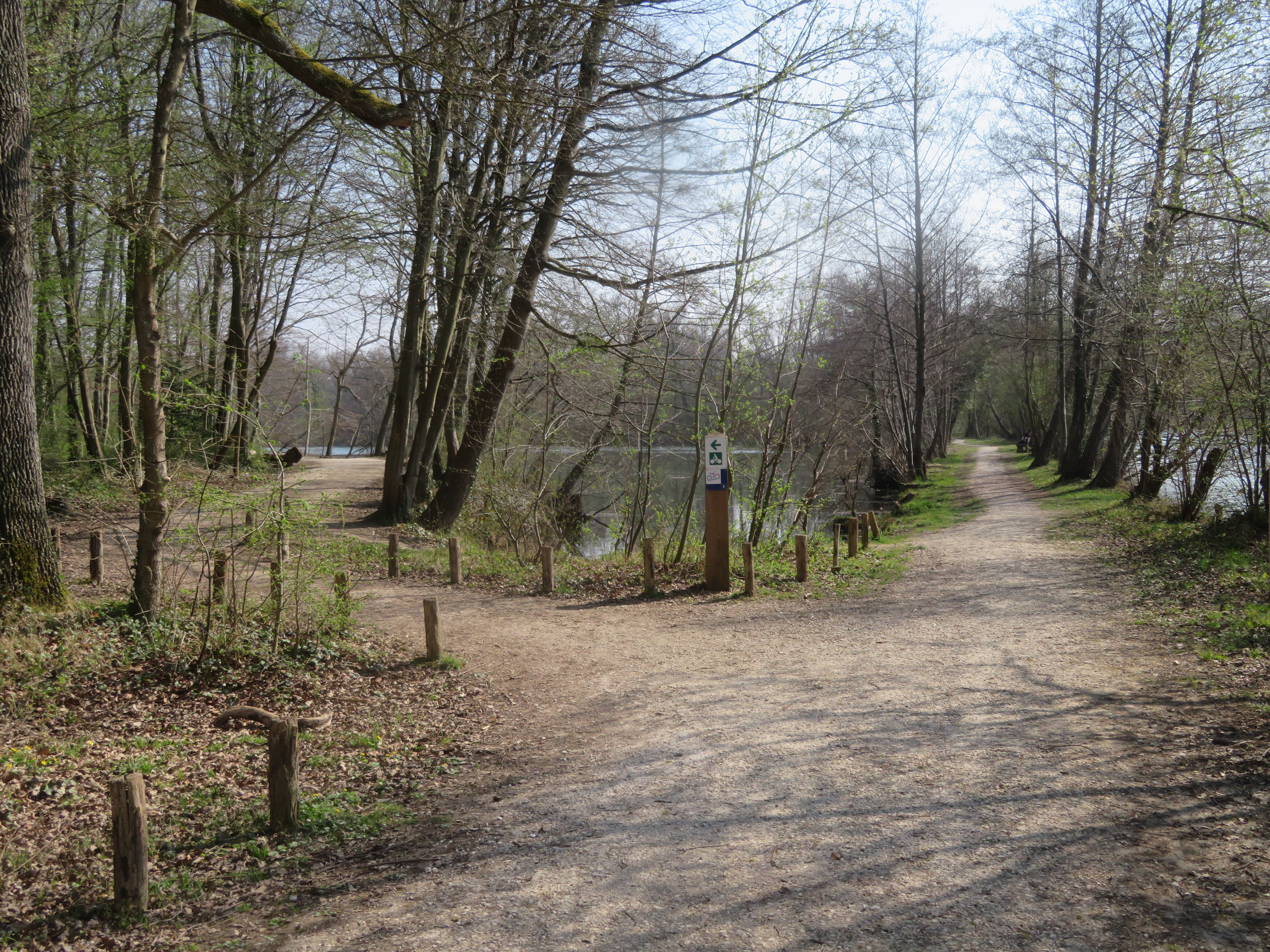
Chemins le long de l’étang et en bord de Seine

## Urbanisme

### Typologie
Au 1er janvier 2024, Champagne-sur-Seine est catégorisée centre urbain intermédiaire, selon la nouvelle grille communale de densité à sept niveaux définie par l'Insee en 2022.
Elle appartient à l'unité urbaine de Champagne-sur-Seine, une agglomération intra-départementale regroupant cinq  communes, dont elle est ville-centre,,. Par ailleurs la commune fait partie de l'aire d'attraction de Paris, dont elle est une commune de la couronne,. Cette aire regroupe 1 929 communes,.

### Lieux-dits et écarts
La commune compte 76 lieux-dits administratifs répertoriés consultables ici (source : le fichier Fantoir).

### Occupation des sols
L'occupation des sols de la commune, telle qu'elle ressort de la base de données européenne d’occupation biophysique des sols Corine Land Cover (CLC), est marquée par l'importance des forêts et milieux semi-naturels (64,3 % en 2018), une proportion sensiblement équivalente à celle de 1990 (64,4 %). La répartition détaillée en 2018 est la suivante : 
forêts (64,3%), zones urbanisées (25,6%), eaux continentales (5,5%), zones industrielles ou commerciales et réseaux de communication (4,7 %).
Parallèlement, L'Institut Paris Région, agence d'urbanisme de la région Île-de-France, a mis en place un inventaire numérique de l'occupation du sol de l'Île-de-France, dénommé le MOS (Mode d'occupation du sol), actualisé régulièrement depuis sa première édition en 1982. Réalisé à partir de photos aériennes, le Mos distingue les espaces naturels, agricoles et forestiers mais aussi les espaces urbains (habitat, infrastructures, équipements, activités économiques, etc.) selon une classification pouvant aller jusqu'à 81 postes, différente de celle de Corine Land Cover,,. L'Institut met également à disposition des outils permettant de visualiser par photo aérienne l'évolution de l'occupation des sols de la commune entre 1949 et 2018.

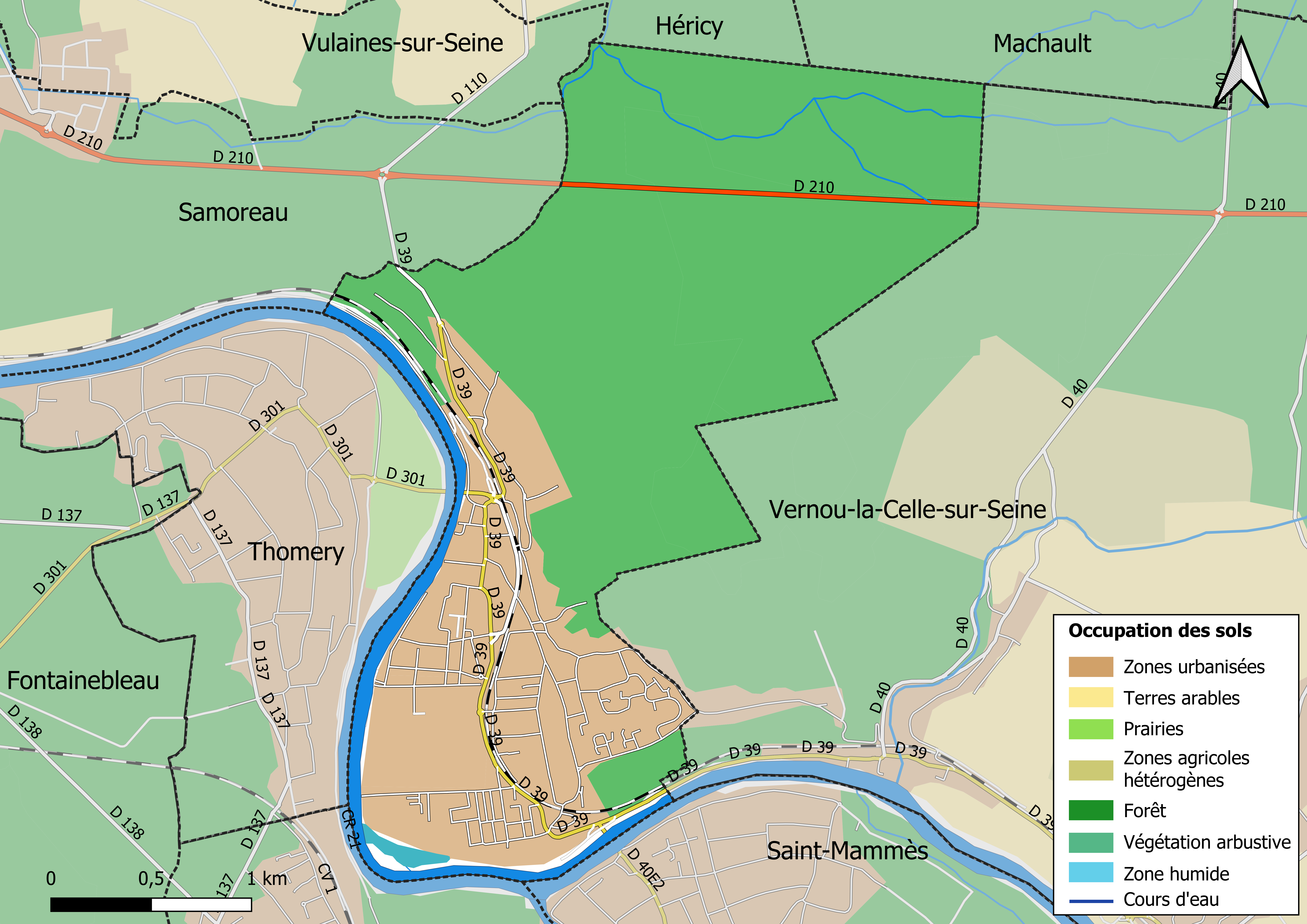
Carte des infrastructures et de l'occupation des sols en 2018 (CLC) de la commune.
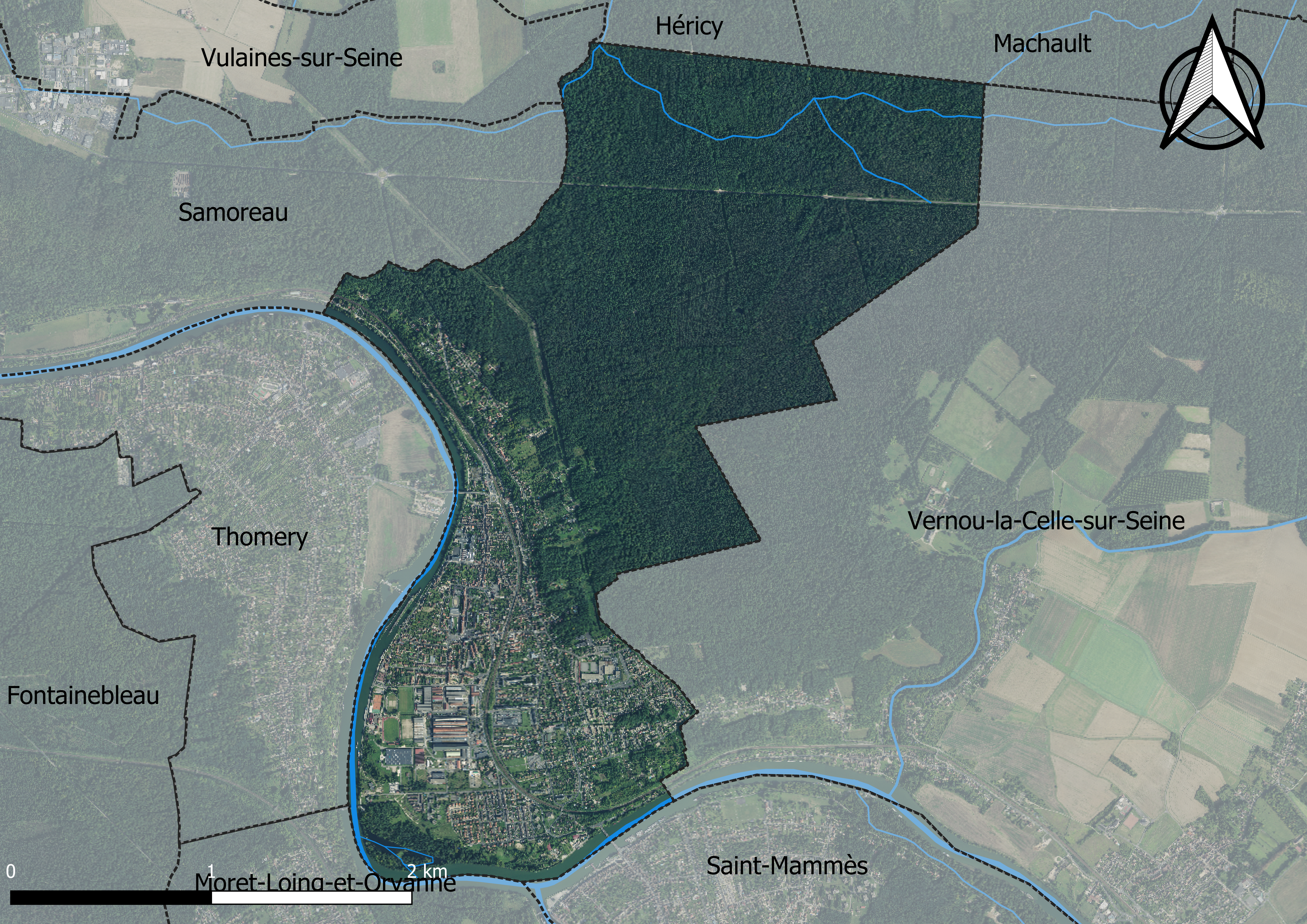
Carte orhophotogrammétrique de la commune.

### Planification
La loi SRU du 13 décembre 2000 a incité les communes à se regrouper au sein d’un établissement public, pour déterminer les partis d’aménagement de l’espace au sein d’un SCoT, un document d’orientation stratégique des politiques publiques à une grande échelle et à un horizon de 20 ans et s'imposant aux documents d'urbanisme locaux, les PLU (Plan local d'urbanisme). La commune est dans le territoire du SCOT Seine et Loing, dont le projet a été arrêté le 3 juillet 2019, porté par le syndicat mixte d’études et de programmation (SMEP) Seine et Loing rassemblant à la fois 44 communes et trois communautés de communes.
La commune disposait en 2019 d'un plan local d'urbanisme approuvé. Le zonage réglementaire et le règlement associé peuvent être consultés sur le Géoportail de l'urbanisme.

### Logement
En 2016, le nombre total de logements dans la commune était de 3 078 dont 48,9 % de maisons et 50,9 % d’appartements.
Parmi ces logements, 86,6 % étaient des résidences principales, 1,8 % des résidences secondaires et 11,6 % des logements vacants.
La part des ménages propriétaires de leur résidence principale s’élevait à 48,7 % contre 50,2 % de locataires, dont 35 % de logements HLM loués vides (logements sociaux) et 1,1 % logés gratuitement.

### Voies de communication et transports

#### Transports
La commune est desservie par :
- la gare de Champagne-sur-Seine de la ligne Melun - Héricy - Montereau ainsi que des trains TER direct vers Paris en semaine.
- les lignes du réseau de bus Vallée du Loing - Nemours :
  - 8B : Saint-Pierre-lès-Nemours - Gare Nemours Parvis - Héricy - LEP Fontaineroux.
  - 17A : Nemours - Gare Carnot - Héricy - LEP Fontaineroux ;
  - 17B : Souppes-sur-Loing - Gare Souppes Parvis - Héricy - LEP Fontaineroux.
- les lignes du réseau de bus Fontainebleau - Moret :
  - 203 : Veneux-les-Sablons - Gare - Champagne-sur-Seine - Gare ;
  - 206 : Villecerf - La Roche du Sault - Champagne-sur-Seine - Gare ;
  - 209 : Vernou-la-Celle-sur-Seine - Marangis - Avon - Gare Roitière, quai 6 ;
  - 210 : Vernou-la-Celle-sur-Seine - Marangis - Fontainebleau - François 1er ;
  - 42 : Le Châtelet-en-Brie - Centre Commercial - Champagne-sur-Seine - Collège F.Gregh.

## Toponymie
- Du latin « campus » (champs) et du fleuve éponyme.
- Villadque Campania dicitur - Champaigne-sur-Seine-lez-Moret-en-Gâtinois - Champaigne-lez-Sainct-Nemer - Champaigne - Champaigne-lez-Fontainebleau[38].
- Par arrêté du 1er septembre 1899, la commune de Champagne a pris le nom de Champagne-sur-Seine[39].

## Histoire

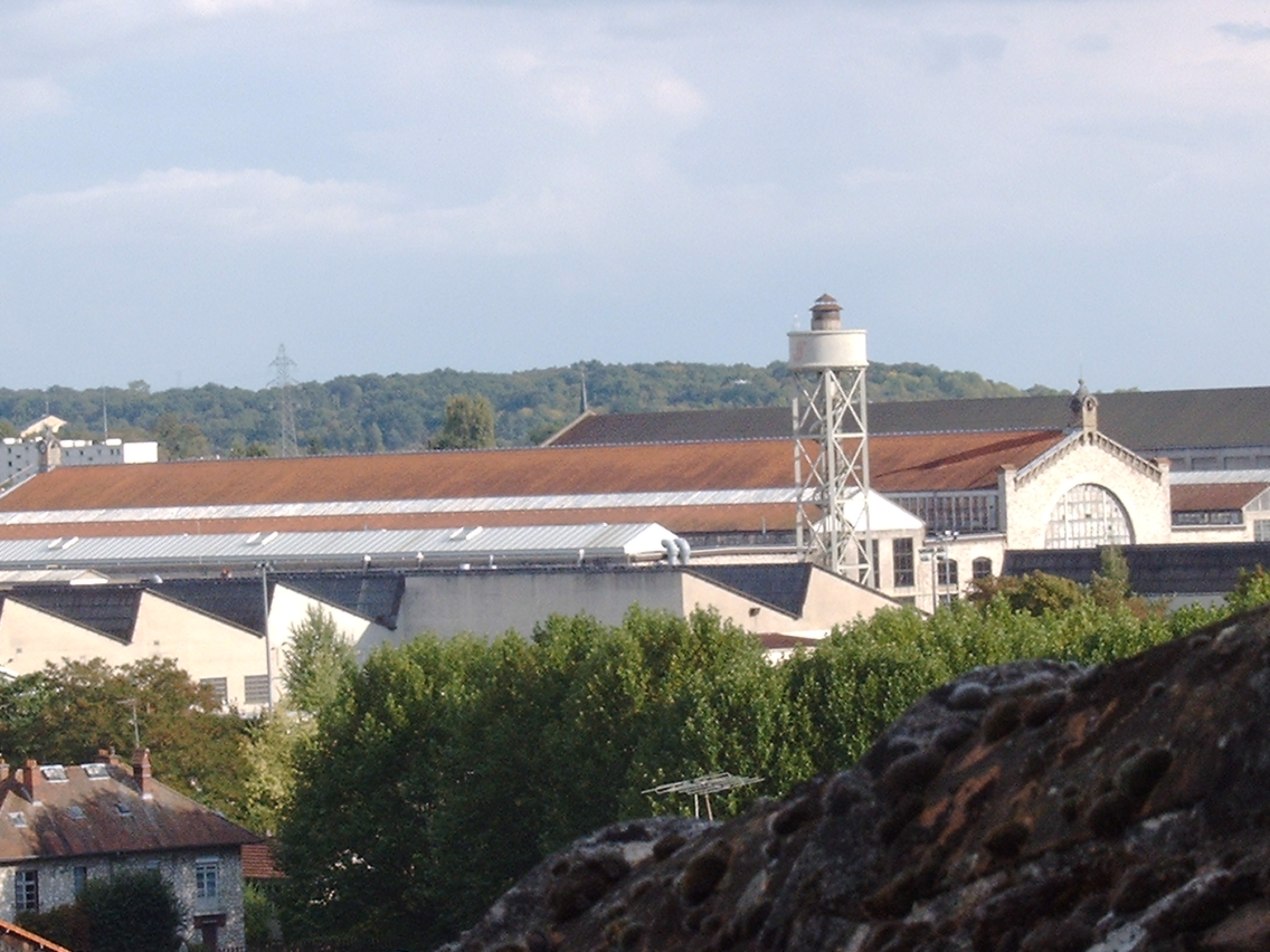
L'ancienne usine Schneider.

Pendant longtemps, la commune de Champagne-sur-Seine est un village rural sans histoire, occupé, pour l'essentiel, par des maraichers et des vignerons, à l'instar de la commune voisine de Thomery. Cependant, un changement fondamental intervient au début du XXe siècle. En 1902, la compagnie Schneider décide d’implanter, non loin de Paris, des ateliers de construction électrique pour alimenter les équipements du Métropolitain. Le site de Champagne est choisi, entre une boucle de la Seine et la ligne du PLM. La jonction entre le Loing (prolongement du canal du Centre) et la Seine, non loin de là à Saint-Mammès, permet par ailleurs une liaison directe avec Le Creusot, siège d'origine de l'entreprise. Le contexte social et politique a joué en faveur de cette implantation car des grèves très dures se sont déroulées à la fin des années en 1899-1900 au Creusot et ont donné lieu à des licenciements et à une restructuration des usines. Il est décidé d’éloigner les électriciens, principaux initiateurs de ces grèves, mais main-d’œuvre qualifiée indispensable pour le futur développement économique de l'activité de construction électrique de la firme.
256 familles sont ainsi déplacées soit 649 Creusotins recensés en 1906. La population de la commune passe ainsi de 600 habitants en 1903 à 2 000 habitants en 1911, puis 3 200 habitants en 1926. Les employés, au sein de l’usine, passent de 560 en 1903 à 1 500 en 1926. À ces Creusotins s'ajoutent des ouvriers venus de Russie, après la Première Guerre mondiale et la prise de pouvoir bolchevik. Ils font d'ailleurs construire une chapelle orthodoxe entre 1937 et 1939. Une telle installation rend indispensable la création d’une véritable cité ouvrière entre le village ancien et l’usine, avec les équipements nécessaires. 58 hectares de terrains sont achetés à cette occasion. Une société immobilière anonyme est créée en octobre 1902 pour gérer les logements ouvriers. Celle-ci utilise les services de l’architecte Edmond Delaire (1856-1921) pour réaliser une série de logements collectifs.
Seize immeubles de 3 étages sont construits entre 1902 et 1903, abritant 269 logements. Chaque immeuble  comprend des appartements de 2 à 4 pièces, avec salle d’eau privative et sanitaire, le tout relié à un réseau d’égouts et de traitement des eaux. À ces logements collectifs s’ajoutent des pavillons destinés à loger les contremaîtres de l’usine, situés à proximité de la Seine. Ces logements se révélant insuffisants, d’autres – individuels, en bandes – sont construits, dans le quartier des Alouettes, rue du Pas-Rond (actuelle rue de la Libération), puis 96 dans le quartier de l’Aubépine, au sud de l’usine, entre 1920 et 1921. Dans les années 1930, l’usine dispose ainsi de 518 logements.
Des commerces sont créés simultanément au sein même des immeubles, soit 44 boutiques (contre les 4 présentes avant l’installation de l’usine). Une coopérative d’usine permet par ailleurs aux ouvriers de s’approvisionner à moindres frais. Trois écoles sont construites en 1904 ainsi qu’un cours spécial professionnel en 1905, pour former les futurs ouvriers de l’usine. Très rapidement, un stade est aménagé ainsi que 260 jardins ouvriers, propriétés de l’usine et loués exclusivement aux travailleurs de Schneider.
En aout 1944 les alliés attaque la seine et marne, A Champagne-sur-Seine, les combats ont été intenses, notamment autour des infrastructures clés comme les ponts et les routes principales. La destruction du pont de Valvins par les forces allemandes a été un événement marquant, visant à ralentir l'avancée des troupes alliées. Cependant, malgré ces obstacles, les forces alliées ont réussi à libérer la ville avec l'aide des résistants locaux le 29.
La libération de Champagne-sur-Seine a été un moment de grande joie et de soulagement pour les habitants, marquant la fin de plusieurs années d'occupation et de privations. Les célébrations ont été marquées par des défilés et des rassemblements, où les habitants ont exprimé leur gratitude envers les libérateurs et les résistants.
Après un déclin au cours des années 1930 et une contribution à l'industrie de guerre allemande sous l'occupation, l'usine connait un regain d'activité après la Seconde Guerre mondiale. Mais la production périclite et l'usine ferme au début des années 1990.

## Politique et administration

### Liste des maires
| Période                                  | Période                        | Identité                  | Étiquette    | Qualité |
| ---------------------------------------- | ------------------------------ | ------------------------- | ------------ | --- |
| Les données manquantes sont à compléter. |                                |                           |              | |
| 1900                                     | 1909                           | Isidore Gouge             |              | |
| 1909                                     | 1912                           | Annet Chirol              |              | |
| 1912                                     | 1919                           | Alexandre Sclingand       |              | |
| 1919                                     | 1921                           | Maurice Bertrand          |              | |
| 1921                                     | 1924                           | Alexandre Sclingand       |              | |
| 1924                                     | 1928                           | Joseph Leroy              |              | |
| 1928                                     | 1929                           | Paul Rouget               |              | |
| 1929                                     | 1930                           | Pierre Nectoux            |              | |
| 1930                                     | 1944                           | Pierre Béraud             |              | Ingénieur |
| 1944                                     | 1945                           | Paul Nicolas              |              | |
| 1945                                     | octobre 1947                   | Albert Barrière           |              | |
| octobre 1947                             | mars 1971                      | Henri Maugé (1891-1973)   |              | |
| mars 1971                                | juin 1995                      | Gilles Simmer (1923-2016) | RPR          | Maire honoraire |
| juin 1995                                | mars 2001                      | Eugène Chupeau            | SE           | Retraité |
| mars 2001                                | mars 2014                      | François Roger            | MDC puis PS  | Enseignant |
| mars 2014                                | septembre 2014                 | Jean-Pierre Vernery       | PS           | Tourneur retraité Premier adjoint au maire (2008 → 2014) Élection invalidée par le tribunal administratif            |
| 3 octobre 2014                           | 29 novembre 2024               | Michel Gonord             | DVG puis HOR | Cadre Député de Seine-et-Marne (3e circ.) (2024 → 2025) Réélu en 2020, démissionnaire pour cause de cumul de mandats |
| 29 novembre 2024                         | En cours (au 10 décembre 2024) | Didier Keriger            | SE           | Pompier Premier adjoint au maire (2022 → 2024)                                                                       |

## Équipements et services

### Eau et assainissement
L’organisation de la distribution de l’eau potable, de la collecte et du traitement des eaux usées et pluviales relève des communes. La loi NOTRe de 2015 a accru le rôle des EPCI à fiscalité propre en leur transférant cette compétence. Ce transfert devait en principe être effectif au 1er janvier 2020, mais la loi Ferrand-Fesneau du 3 août 2018 a introduit la possibilité d’un report de ce transfert au 1er janvier 2026,.

#### Assainissement des eaux usées
En 2020, la gestion du service d'assainissement collectif de la commune de Champagne-sur-Seine est assurée par  le SIA de Champagne-sur-Seine Thomery pour le transport et la dépollution. Ce service est géré en délégation par une entreprise privée, dont le contrat arrive à échéance le 31 mars 2028,,.
L’assainissement non collectif (ANC) désigne les installations individuelles de traitement des eaux domestiques qui ne sont pas desservies par un réseau public de collecte des eaux usées et qui doivent en conséquence traiter elles-mêmes leurs eaux usées avant de les rejeter dans le milieu naturel. La commune assure le service public d'assainissement non collectif (SPANC), qui a pour mission de vérifier la bonne exécution des travaux de réalisation et de réhabilitation, ainsi que le bon fonctionnement et l’entretien des installations. Cette prestation est déléguée à une entreprise privée , dont le contrat arrive à échéance le 31 décembre 2019,.

#### Eau potable
En 2020, l'alimentation en eau potable est assurée par le SIAEP de Champagne-sur-Seine, Vernou-la-Celle-sur-Seine qui en a délégué la gestion à l'entreprise Veolia, dont le contrat expire le 31 décembre 2027,,.
Les nappes de Beauce et du Champigny sont classées en zone de répartition des eaux (ZRE), signifiant un déséquilibre entre les besoins en eau et la ressource disponible. Le changement climatique est susceptible d’aggraver ce déséquilibre. Ainsi afin de renforcer la garantie d’une distribution d’une eau de qualité en permanence sur le territoire du département, le troisième Plan départemental de l’eau signé, le 3 octobre 2017, contient un plan d’actions afin d’assurer avec priorisation la sécurisation de l’alimentation en eau potable des Seine-et-Marnais. À cette fin a été préparé et publié en décembre 2020 un schéma départemental d’alimentation en eau potable de secours dans lequel huit secteurs prioritaires sont définis. La commune fait partie du secteur Bocage.

## Population et société

### Démographie
L'évolution du nombre d'habitants est connue à travers les recensements de la population effectués dans la commune depuis 1793. Pour les communes de moins de 10 000 habitants, une enquête de recensement portant sur toute la population est réalisée tous les cinq ans, les populations de référence des années intermédiaires étant quant à elles estimées par interpolation ou extrapolation. Pour la commune, le premier recensement exhaustif entrant dans le cadre du nouveau dispositif a été réalisé en 2004.

En 2022, la commune comptait 6 491 habitants, en évolution de +5,13 % par rapport à 2016 (Seine-et-Marne : +3,92 %, France hors Mayotte : +2,11 %).
| 1793 | 1800 | 1806 | 1821 | 1831 | 1836 | 1841 | 1846 | 1851 |
| ---- | ---- | ---- | ---- | ---- | ---- | ---- | ---- | ---- |
| 440  | 438  | 478  | 543  | 524  | 520  | 528  | 525  | 557  |

| 1856 | 1861 | 1866 | 1872 | 1876 | 1881 | 1886 | 1891 | 1896 |
| ---- | ---- | ---- | ---- | ---- | ---- | ---- | ---- | ---- |
| 494  | 533  | 463  | 494  | 477  | 481  | 496  | 480  | 740  |

| 1901 | 1906  | 1911  | 1921  | 1926  | 1931  | 1936  | 1946  | 1954  |
| ---- | ----- | ----- | ----- | ----- | ----- | ----- | ----- | ----- |
| 605  | 1 772 | 2 028 | 2 723 | 3 284 | 3 154 | 3 109 | 2 871 | 3 559 |

| 1962  | 1968  | 1975  | 1982  | 1990  | 1999  | 2004  | 2006  | 2009  |
| ----- | ----- | ----- | ----- | ----- | ----- | ----- | ----- | ----- |
| 4 837 | 5 298 | 5 543 | 5 406 | 6 092 | 6 594 | 6 593 | 6 475 | 6 423 |

| 2014  | 2019  | 2022  | - | - | - | - | - | - |
| ----- | ----- | ----- | - | - | - | - | - | - |
| 6 200 | 6 353 | 6 491 | - | - | - | - | - | - |

### Enseignement
Il existe à Champagne deux écoles élémentaires : Henri-Maugé et Saint-Gilles, l'une établie vers le haut de la cité, l'autre située en centre-ville. La commune abrite également le collège Fernand-Gregh qui accueille des élèves provenant principalement de Champagne, Thomery, Saint-Mammès et Vernou-La-Celle-sur-Seine. La ville abrite aussi le lycée La Fayette, où des cursus de BTS et de CPGE sont proposés.

## Économie

### Revenus de la population et fiscalité
En 2018, le nombre de ménages fiscaux de la commune était de 2 703 (dont 46 % imposés), représentant 6 302 personnes et la médiane du revenu disponible par unité de consommation de 19 840 euros, le 1er décile étant de 10 960 euros avec un rapport interdécile de 3.

### Emploi
En 2018, le nombre total d’emplois dans la zone était de 1 088, occupant 2 480 actifs  résidants (dont 15,2 % dans la commune de résidence et 84,8 % dans une commune autre que la commune de résidence).
Le taux d'activité de la population (actifs ayant un emploi) âgée de 15 à 64 ans s'élevait à 60 % contre un taux de chômage de 11,1 %.
Les 28,8 % d’inactifs se répartissent de la façon suivante : 10,4 % d’étudiants et stagiaires non rémunérés, 5,4 % de retraités ou préretraités et 13,1 % pour les autres inactifs.

### Secteurs d'activité

#### Entreprises et commerces
En 2019, le nombre d’unités légales et d’établissements (activités marchandes hors agriculture) par secteur d'activité était de 332 dont 29 dans l’industrie manufacturière, industries extractives et autres, 55 dans la construction, 83 dans le commerce de gros et de détail, transports, hébergement et restauration, 14 dans l’Information et communication, 4 dans les activités financières et d'assurance, 6 dans les activités immobilières, 60 dans les activités spécialisées, scientifiques et techniques et activités de services administratifs et de soutien, 40 dans l’administration publique, enseignement, santé humaine et action sociale et 41  étaient relatifs aux autres activités de services.
En 2020, 83 entreprises ont été créées sur le territoire de la commune, dont 68 individuelles.
Au 1er janvier 2021, la commune ne disposait pas d’hôtel et de terrain de camping.

## Culture locale et patrimoine

### Lieux et monuments
- L'église Notre-Dame (XIIe siècle - XVIIe siècle),  Inscrite MH (1926)[63],[64].
- L'église orthodoxe Notre-Dame-de-Toutes-les-Protections (1938),  Patrimoine XXe siècle (2011)[65].
- L'église Saint-François-d'Assise, construite en 1965 par l'architecte Michel Marot et complétée, avec son autorisation, d'un porche conçu et édifié en 1993 par l'architecte Jean-Patrick Mallet.  Patrimoine XXe siècle (2011)[66].
- L'ancienne usine Schneider-Westinghouse (devenue Jeumont-Schneider) : construite à partir de 1903 par l'architecte Paul Friesé (1851-1917).
- La passerelle de l'aqueduc de la Voulzie construite en 1926, reliant la ville à Thomery en traversant la Seine. Elle fut fermée sur délibération du conseil municipal.

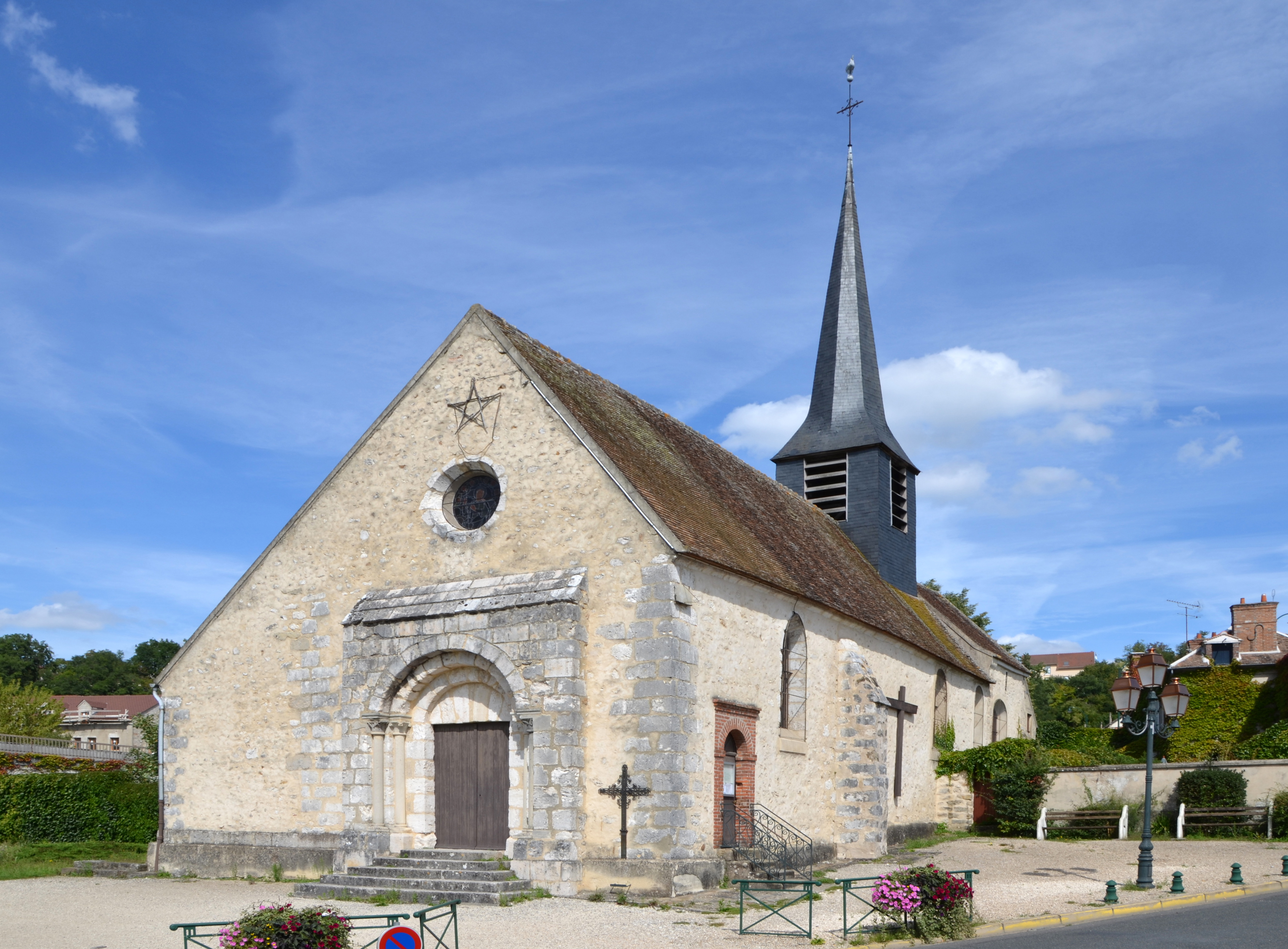
L'église Notre-Dame.
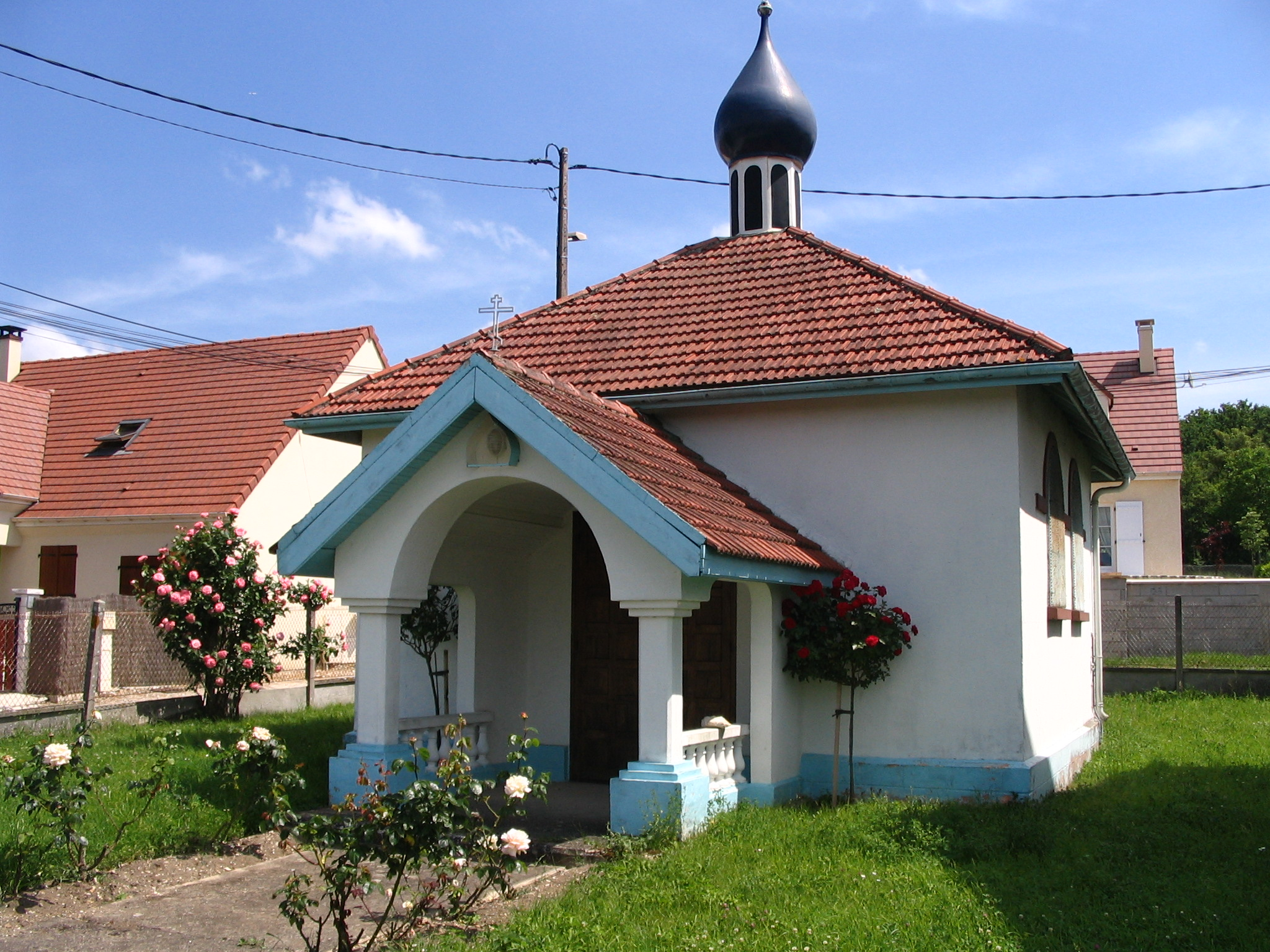
L'église orthodoxe russe.
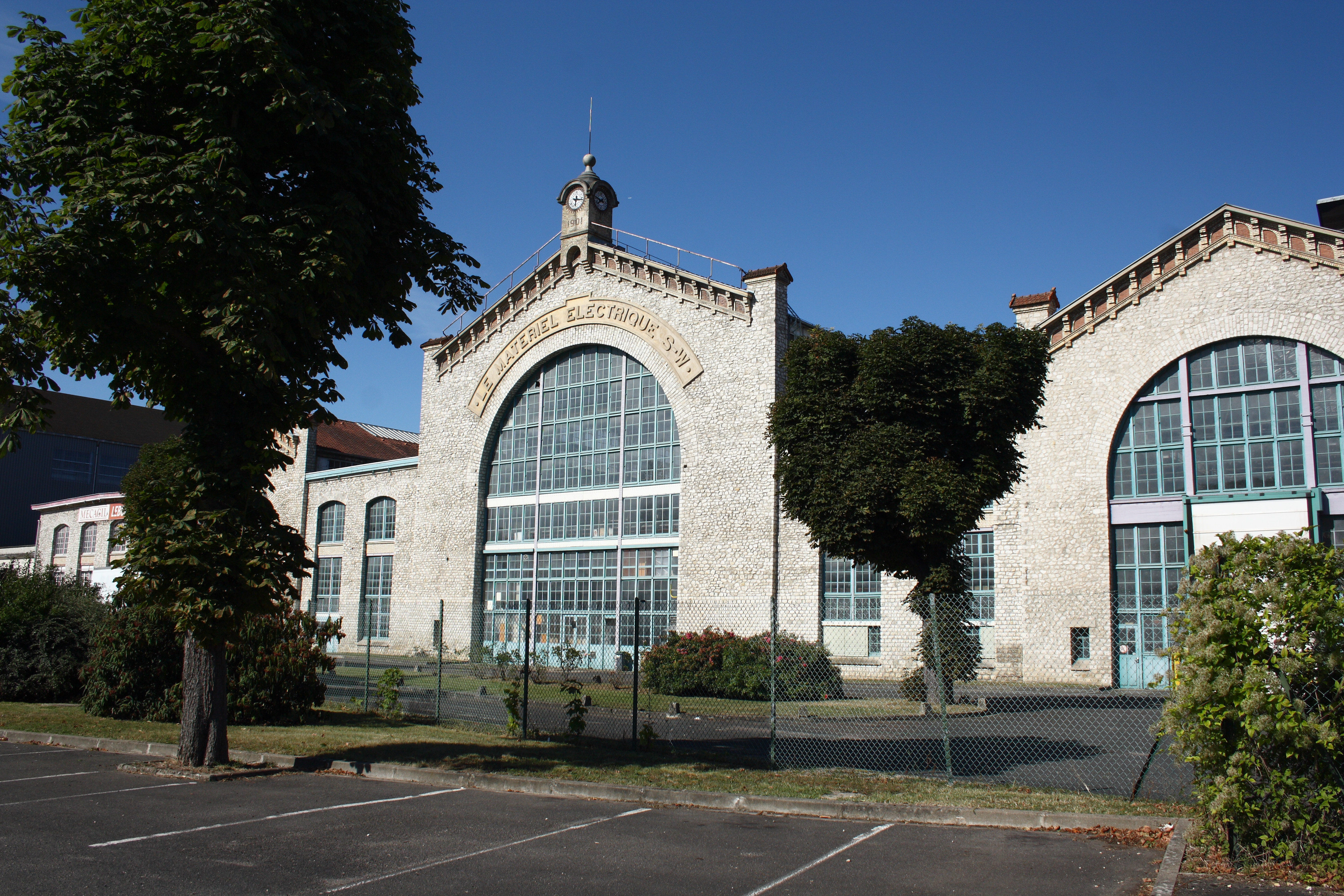
L'ancienne usine Schneider.
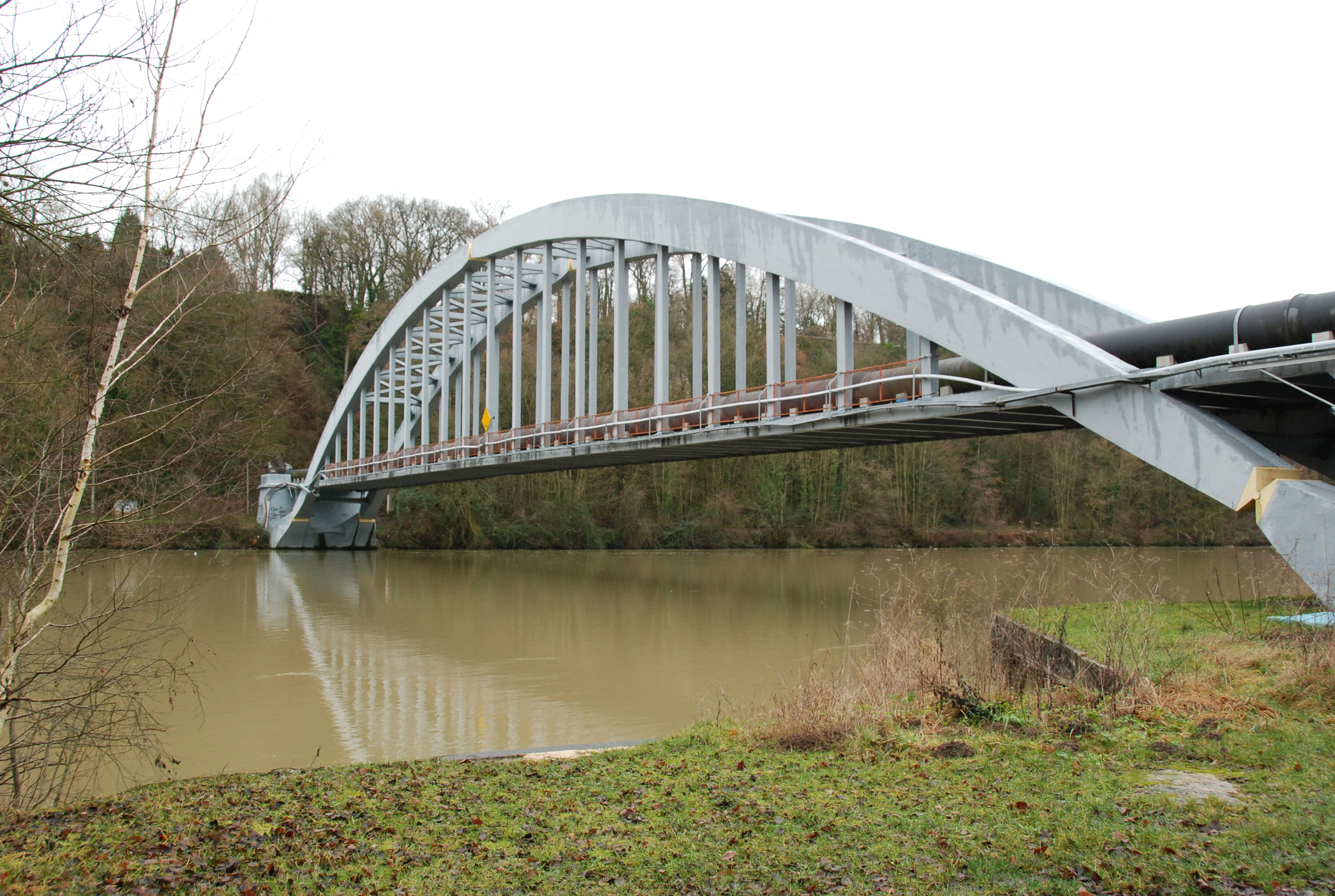
Passerelle de l'aqueduc.

### Héraldique
|  | Les armes de la ville se blasonnent ainsi : De gueules au pont droit de trois arches d'argent, maçonné de sable, posé sur une rivière d'argent mouvant de la pointe, surmonté d'une roue d'argent dentée de seize pièces d'or, sur laquelle broche un éclair du même posé en bande ; au chef cousu d'azur chargé de trois grappes de raisin d'argent, feuillées d'or, celle du milieu de deux pièces, celle de dextre d'une pièce à senestre et celle de senestre d'une pièce à dextre. |